# Bourcy (Belgique)
Pour les articles homonymes, voir Bourcy.
 (décembre 2022).
Bourcy est un village belge de la commune de Bastogne, situé à 11 km de celle-ci, en Région wallonne dans la province de Luxembourg.
Avant la fusion des communes, il faisait partie de la commune de Longvilly.

## Étymologie
Son nom viendrait du francique occidental bur, « la source, le puits », et de cy, « la demeure », et signifierait donc « la maison au milieu des sources ». Selon Jean-Jacques Jespers, le nom signifierait « Aux écorces » (cf. le bas-allemand borke).

## Situation
Le village se situe sur le plateau ardennais à une altitude d'environ 500 m. Il se trouve au carrefour de deux routes nationales : la N.838 Gouvy-Arloncourt et la courte N.877 venant de Noville. Il avoisine les villages et hameaux de Boeur, Hardigny, Noville, Michamps et Moinet. Il se situe à environ 3 km à vol d'oiseau de la frontière luxembourgeoise et à 11 km de Bastogne. L'école libre de Bourcy compte une centaine d’élèves provenant du village et de ses alentours.

## Loisirs et événements

### Loisirs
Le village possède quatre comités : "Lès Cous d'Bari di Borci", L'Étoile Sportive, le CDJ B-OU-M ainsi qu'un club de tennis de table.
- Lès Cous d'Bari di Borci, dont le nom en wallon signifie littéralement "Les fonds de tonneau de Bourcy", est un groupe carnavalesque défilant pour la première fois en 2010. Ils participent au carnaval nocturne de Sibret et au grand feu de leur village. Le groupe a également participé à d’autres carnavals, ainsi qu’à un rassemblement de Macralles à Vielsalm. Annuellement, le groupe organise une soirée Halloween à Bourcy (le 31 octobre) ainsi que la kermesse du village.
- L'Étoile Sportive de Bourcy est un club de football.
- Le CDJ B-OU-M, acronyme de "Club Des Jeunes Bourcy-Oubourcy-Michamps" est une association de résidents des trois villages cités, organisant différentes activités et soirées tout au long de l'année, telles que la kermesse de Michamps, le Giga Open-Air et le grand feu de Bourcy.
- Le club de tennis de table

### Événements
Dans l'ordre chronologique de l'année civile :
- 47 jours avant Pâques : Mardi gras (rassemblement à la maison du village) ;
- 10 semaines après Pâques : Kermesse de Bourcy (place de l'ancienne gare) ;
- Entre le 15 et le 30 août : Giga Open Air (place de l'église) ;
- Entre le 15 et le 30 août : Brocante et marché artisanal (place de l'église) ;
- Fin octobre : Dîner des 3x20 ans (salle de la frênaie) ;
- 31 octobre : Grand Bal d'Halloween (salle du foot) ;
- 24 décembre : Messe de minuit (église Saint-Jean).